# Lijst van Wonderswan-spellen
Dit is een lijst van WonderSwan-spellen. De spellen zijn gerangschikt op alfabet.
| Titel                                                 | Jaar | Uitgever                     | Genre                       |
| ----------------------------------------------------- | ---- | ---------------------------- | --------------------------- |
| Bakusō Dekotora Densetsu                              | 1999 | Human Entertainment          | Autoracespel Simulatiespel  |
| Beatmania                                             | 1999 | Konami                       | Actiespel                   |
| BUFFERS EVOLUTION                                     | 1999 | Bandai                       | Actiespel Autoracespel      |
| Bust-A-Move                                           | 1999 | Sun Corporation              | Strategiespel               |
| Chō Aniki: Otoko no Tamafuda                          | 2000 | Bandai                       | RPG                         |
| Chocobo no Fushigi na Dungeon                         | 1999 | Bandai                       | RPG                         |
| Clock Tower                                           | 1999 | Human Entertainment          | Avonturenspel               |
| Crazy Climber                                         | 1999 | Nihon Bussan                 | Actiespel                   |
| Densha de Go!                                         | 1999 | Taito Corporation            | Simulatiespel               |
| Densha de Go! 2                                       | 1999 | CyberFront Corporation       | Simulatiespel               |
| Digimon Adventure 02: Tag Tamers                      | 2000 | Bandai                       | RPG                         |
| Digimon Adventure: Anode Tamer                        | 1999 | Bandai                       | RPG                         |
| Digimon Adventure: Cathode Tamer                      | 2000 | Bandai                       | RPG                         |
| Dokodemo Hamster                                      | 2001 | Bandai                       | Simulatiespel               |
| Engacho!                                              | 1999 | Nihon Application            | Strategiespel               |
| Fever: Sankyo Koushiki Pachinko Simulation            | 1999 | Interbec                     | Simulatiespel               |
| Final Lap 2000                                        | 2000 | Bandai                       | Autoracespel                |
| Fire Pro Wrestling                                    | 2000 | Naxat Soft                   | Sportspel                   |
| Fishing Freaks: BassRise                              | 2000 | Interbec                     | Simulatiespel Sportspel     |
| Ganso Jajamaru-kun                                    | 1999 | Jaleco                       | Actiespel                   |
| Ghosts ’n Goblins                                     | 1999 | Bandai                       | Actiespel                   |
| Gomoku Narabe & Reversi Touryuumon                    | 2000 | Sammy Corporation            | Strategiespel               |
| Goraku Ou Tango!                                      | 1999 | Mebius                       | Educatiespel Strategiespel  |
| Graduation                                            | 1999 | Bandai                       | Simulatiespel               |
| Gunpey                                                | 1999 | Bandai                       | Strategiespel               |
| Hexcite: The Shapes of Victory                        | 2000 | Success                      | Strategiespel               |
| Kaze no Klonoa: Moonlight Museum                      | 1999 | Bandai                       | Actiespel                   |
| Kyousouba Ikusei Simulation: KEIBA                    | 1999 | Interbec                     | Sportspel                   |
| Langrisser Millennium                                 | 2000 | Masaya                       | RPG Strategiespel           |
| Lode Runner                                           | 2000 | Banpresto                    | Actiespel                   |
| Magical Drop                                          | 1999 | Data East Corporation        | Strategiespel               |
| Mega Man & Bass                                       | 1999 | Bandai                       | Actiespel                   |
| Meitantei Conan: Majutsushi no Chōsenjō!              | 1999 | Bandai                       | Avonturenspel Educatiespel  |
| Meitantei Conan: Nishi no Meitantei Saidai no Kiki !? | 2000 | Bandai                       | Avonturenspel Educatiespel  |
| Mingle Magnet                                         | 1999 | HAL Laboratory               | Strategiespel               |
| Nice On                                               | 1999 | Sammy Corporation            | Sportspel                   |
| Nobunaga's Ambition                                   | 1999 | KOEI                         | Strategiespel               |
| Oh-chan no Oekaki Logic                               | 1999 | Sun Corporation              | Strategiespel               |
| Pocket Fighter                                        | 2000 | Bandai                       | Actiespel                   |
| Puyo Puyo 2                                           | 1999 | SEGA Enterprises             | Strategiespel               |
| Rainbow Islands: Putty's Party                        | 2000 | MegaHouse Corporation        | Actiespel                   |
| Ring ∞                                                | 2000 | Kadokawa Shoten              | Avonturenspel               |
| Romance of the Three Kingdoms                         | 1999 | KOEI                         | Strategiespel               |
| Shanghai Pocket                                       | 1999 | Sun Corporation              | Simulatiespel Strategiespel |
| Shin Nihon Pro Wrestling Toukon Retsuden              | 1999 | Tomy                         | Actiespel Sportspel         |
| Side Pocket                                           | 1999 | Data East Corporation        | Simulatiespel Sportspel     |
| Slither Link                                          | 2000 | Bandai Nikoli                | Strategiespel               |
| Soccer Yarou! ~Challenge The World~                   | 1999 | Coconuts Japan Entertainment | Sportspel                   |
| Space Invaders                                        | 1999 | Sun Corporation              | Actiespel                   |
| Tane o Maku Tori                                      | 1999 | Bandai                       | Actiespel Strategiespel     |
| Tarepanda no Gunpey                                   | 1999 | Bandai                       | Strategiespel               |
| Tekken Card Challenge                                 | 1999 | Bandai                       | Strategiespel               |
| Umitsuri ni Ikou!                                     | 1999 | Coconuts Japan Entertainment | Sportspel                   |
| Uzumaki: Denshi Kaikihen                              | 2000 | Omega Micott                 | Avonturenspel               |
| Uzumaki: Noroi Simulation                             | 2000 | Omega Micott                 | Avonturenspel Simulatiespel |
| Wonder Stadium                                        | 1999 | Bandai                       | Sportspel                   |
| Wonder Stadium '99                                    | 1999 | Bandai                       | Sportspel                   |
| wuz↑b? Produce: Street Dancer                         | 2000 | Bandai                       | Actiespel                   |